# CALRE
A Conferência das Assembleias Legislativas Regionais Europeias (CALRE), reúne os Presidentes das Assembleias Regionais de Itália, Espanha, Bélgica, Alemanha, Áustria, Reino Unido (País de Gales, Escócia, Irlanda do Norte), Portugal (Açores e da Madeira), Finlândia (Åland).

## Origem
A CALRE nasce em 1997 em Oviedo, em Espanha, na sequência do debate sobre o envolvimento da dimensão parlamentar no processo de decisão da União Europeia, conforme iniciada no Tratado de Amesterdão. Da mesma forma que os Parlamentos nacionais, e com o apoio do então presidente do Parlamento Europeu, José María Gil-Robles y Gil-Delgado, os Parlamentos regionais com poder legislativo definiram um programa de trabalho e objetivos políticos.
Desde a sua fundação, em 1997, a missão da CALRE é aprofundar os princípios democráticos e participativos no seio da União Europeia, defender os valores e princípios da democracia regional e reforçar os laços entre as Assembleias Legislativas Regionais, respeitando sempre o princípio de autonomia de cada Assembleia. 

## Organização
A CALRE não tem uma personalidade jurídica  e a sua sede coincide com a sede do presidente pro tempore. Os órgãos da CALRE são o Presidente, eleito para um mandato de um ano, que pode prorrogar-se por mais um ano, o Vice-Presidente, a Comissão Permanente e a Assembleia Plenária. O/a Secretário/a-Geral e os Grupos de Trabalho são órgãos subsidiários.
A Comissão Permanente é composta pelo Presidente, Vice-Presidente, um Presidente por Estado, e pelos coordenadores dos Grupos de Trabalho, estes últimos sem direito a voto.
A Assembleia Plenária reúne uma vez por ano (últimos quatro meses do ano) e conta com a presença dos Presidentes de todas as Assembleias.
O Presidente nomeia o Secretário-Geral para o seu mandato, cuja principal tarefa é auxiliar a Comissão Permanente na realização das suas funções.
Os Grupos de Trabalho são constituídos em Assembleia Plenária, a pedido da Comissão Permanente.  

## Atividade
A CALRE distinguiu-se desde os anos da Convenção Europeia no debate sobre a subsidiariedade e a cooperação com os Parlamentos nacionais. 
No que se refere à primeira área, o Tratado Constitucional, antes, e o Tratado de Lisboa, a seguir, preveem a participação dos Parlamentos regionais com poderes legislativos no processo de alerta precoce (early warning) em articulação com os respetivos parlamentos nacionais.
Na segunda área, a CALRE participou com o Presidente da Assembleia Legislativa dos Açores, com o Presidente do Parlamento da Comunidade Francesa da Bélgica e com o Presidente do Conselho da Toscana na COSAC, que reuniu em Roma, a 5 de maio de 2003. Tem promovido também, desde 2003, iniciativas sobre a cooperação interparlamentar, em particular sobre o tema da democracia, com uma conferência no Palazzo Vecchio, em Florença, e depois com uma Conferência entre Parlamentos nacionais e regionais, realizada no hemiciclo do Conselho da Europa, em Estrasburgo, a 12 de setembro de 2007.